# محمد ثروت (مغني)
محمد ثروت (30 أغسطس 1954-)، ممثل ومغني مصري.

## مسيرته الفنية
بدأ حياته الفنية كمطرب تميز في أغاني الأطفال والاغنيات الوطنية والدينية والعاطفية ولحّن له كبار الملحّنين وعلى رأسهم موسيقار الأجيال محمد عبد الوهاب ومحمد الموجي ومنير مراد ومحمد سلطان وحلمي بكر وعمار الشريعي، حاصل على بكالوريوس الهندسة جامعة بنها بشبرا عام 1983 عمل مهندسا بعض الوقت قبل أن يتجه للغناء. و قد عمل في برامج الأطفال مع ماما سميحة.

## أعمالة الفنية في مجال الغناء

### ألبومات منفردة
- ورق الشجر
- حكتب جواب
- مصريتنا
- صلوا عليه لتسعدوا
- أغاني الأطفال

## أعماله السينمائية

### من الأفلام
- ابن مين في المجتمع (1978)
- للآباء فقط

### من المسلسلات
- الطاووس (1991)
- الكهف و الوهم والحب (1989)
- الغفران (1989)
- هي وغيرها (1988).

## وصلات خارجية
- محمد ثروت على موقع قاعدة بيانات الأفلام العربية
- محمد ثروت على موقع ميوزك برينز (الإنجليزية)
- محمد ثروت على موقع ديسكوغز (الإنجليزية)